# レッドスカル
レッドスカル（Red Skull）は、マーベル・コミックとその前身タイムリー・コミックスによって発行された複数のアメリカン・コミックスに登場するスーパーヴィランである。最初のバージョンであるジョージ・マクソンは1941年3月の『キャプテン・アメリカ』第1号と第3号に、主なバージョンであるヨハン・シュミットは、ジャック・カービーとジョー・サイモンによって創造され、1941年10月の『キャプテン・アメリカ』第7号でそれぞれ初登場した。第二次世界大戦中のナチス・ドイツのエージェント及びアドルフ・ヒトラーの部下として最初に描写されたレッドスカルは、キャプテン・アメリカの宿敵として描写された。

## 概要
ナチスを体現したキャラクターであるため、クロスオーバー作品を除いて他の作品への客演は少ない。
しかし、後述するように、マーベル・コミックを代表するヒーローの1人であるキャプテン・アメリカの宿敵であるため客演した際には、絶大な存在感を出している。

## 『キャプテン・アメリカ』でのレッドスカル
ナチスに関係する者やそれに見せかける者が正体となることが多く、他作品のヴィランが『キャプテン・アメリカ』へ客演した際に名前のみ語られることもある。
誌面での初出は、二代目レッドスカルの方が早い(下記のように、レッドスカルが自身の正体が暴かれた時点で自決したため、設定の変更(二代目レッドスカルがオリジナルの初代ではなかったという設定変更)が行われた)。

### 初代レッドスカル
本名、ヨハン・シュミット。
第二次世界大戦中のナチスの怪人。アドルフ・ヒトラーによりその才能あふれる能力と憎悪に満ちた感情を評価され、赤い髑髏の仮面を授かる。
毒ガスを武器にしており、その毒ガスを浴びた者は、赤いミイラと化して死んでしまう。
一度は死亡したかと思われたが、その死は偽装であり、キャプテン・アメリカの復活とともに復活をとげる。
復活前は、ナチスの諜報活動や破壊工作などに加担していたが、復活後は、第三帝国の復活を目的としている。
肉体の衰退により、脳をスティーブ・ロジャース(キャプテン・アメリカの正体)のクローンへと移植する。
その容姿を利用しスティーブ・ロジャースの偽者やキャプテン・アメリカの偽者として行動なども行うが、ある事件で自身の毒ガスにより素顔まで赤い髑髏と化してしまう。
その後は再び暗躍を続けることとなり、シャロン・カーターを洗脳し、そのシャロン・カーターによってついにスティーブ・ロジャース(キャプテン・アメリカの正体)の殺害を成功させる。

### 二代目レッドスカル
本名、ジョージ・ジョン・マクソン。
初代レッドスカルの影武者。アメリカの航空機メーカー社長。
キャプテン・アメリカとバッキーの活躍でその正体が暴かれる。

### 三代目レッドスカル
本名、アルベルト・マリク。
アルジェリア出身のスパイ。「初代レッドスカルがソ連のエージェントとして復活したもの」と見せかけていた。

## 『アースX』でのレッドスカル
本名、アンソニー・エドワード。
『アースX』(『キャプテン・アメリカ』の世界などのパラレルワールドを描いた作品)でのレッドスカル。
世界征服を企む少年。サイボーグであり、その超人的な力に加え、他人を意のままに操る能力も兼ね備えている。
ネイモアやアイアンメイデンなどと戦い、勝利している。
自分で闘う以外にも、セレスシャルズやギャラクタスと利用して戦わせている。

## MCU版
『マーベル・シネマティック・ユニバース』（『MCU』）の『キャプテン・アメリカ/ザ・ファースト・アベンジャー』ではヒューゴ・ウィーヴィングが、『アベンジャーズ/インフィニティ・ウォー』以降の作品ではロス・マーカンドが、
“ヨハン・シュミット / レッドスカル（Johann Schmidt / Red Skull）”を演じる。『キャプテン・アメリカ/ウィンター・ソルジャー』では写真のみの登場。日本語吹替は山路和弘が担当。
本項は、“アース616”（正史の宇宙）におけるシュミット/レッドスカルを主軸として表記する。

### キャラクター像
ナチスの極秘科学部門“ヒドラ”創設者にして将校。オカルトやチュートン神話をアドルフ・ヒトラー以上に信奉し、それらの力を狂信する野心家のアーリア人。SSのリーダーに見込まれてナチスに加わり、階級を上げるとSS指導部の支援でヒドラを創設し、拉致してヒドラに加えたエイブラハム・アースキンに“超人血清”を投与させ、その副作用により頭頂部から首の皮膚が禿げて赤くなり、赤い髑髏のようになった。これと同時に性格が歪み、支配欲や残虐性がより増大した。最終的にはヒトラーに代わって自分が世界を征服しようという妄執にとりつかれ、ナチスを裏切ることになる。また、レコードでクラシック音楽を流しながら、画家に似顔絵を描かせる自惚れの強さや、敗北を続けた部下たちに激しい怒りを露わにして当たり散らし、その場で手にかけるなど短気な一面も持つ。
現代においては、“インフィニティ・ストーン”のうちの1つであり、ストーンの中でも特に謎が多い“ソウル・ストーン”のストーンキーパー（案内役）として、ストーンが眠っている惑星“ヴォーミア”に滞在している。

### 『ホワット・イフ...?』版
“アース82111”のシュミット/レッドスカル。正史における大戦中のシュミットと同様のキャラクター像であるが、“テッセラクト”の力で別の惑星から“ヒドラの英雄”を地球に召喚し、世界征服しようとしていることから、正史のシュミット以上にテッセラクトの能力の本質を把握している。

### 武装・ビークル
ルガーP08
常時携行しているハンドガン。タワー・キーパーに対しては実弾銃を使用したが、テッセラクト入手後には、そのエネルギーを応用したカスタムモデルを愛用するようになる。カスタムモデルから発砲するパルスビームは喰らった者を一発で消滅させられる。
モーゼルC96
ペギーが超人兵士になった宇宙のシュミットが、自らの下にやって来たナチスの査察官の射殺に使用したハンドガン。
V16ヒドラ・シュミット クーペ
7メートル半もの長さの車体が特徴のシュミットの愛車である高級オープンカー。3人乗りの左ハンドル式6輪車で、テッセラクトのエネルギーが用いられた高性能16気筒エンジンとニトラスラスターが搭載されており、強化された車体も相まってオフロードや戦地でも自在に走行する。運転席のコンソールには「GEFAHR NICHT DRUCKEN（危険：押すな）」と記された加速スイッチも取り付けられており、これを押すと一気に最高速度で走行できる。
シュミットのほか、部下のアーニム・ゾラが兵器工場からの脱出時に、“SSR”のチェスター・フィリップスとペギー・カーターがスティーブの援護のために搭乗・運転する。

### 能力
超人血清を投与されたことで、カイトシールドをへこませる打撃力などの超人的パワーを持つ。ヴォーミアでストーンキーパーになると、黒煙を発しながらの瞬間移動や、ヴォーミアに到達した者の全てを知る特殊能力を有するようになる。

### 経歴
『キャプテン・アメリカ/ザ・ファースト・アベンジャー』
物語の序盤からは自身の本来の頭部を再現したマスクを被ってMCU初登場。ノルウェーのトンスベルグの塔からテッセラクトを強奪し、アースキンがSSRに協力していると知ると、ゾラにはテッセラクトを研究させ新兵器の開発を、ハインツ・クルーガーにはアースキンの抹殺と超人血清強奪をそれぞれ指示した。超人血清強奪には失敗するが、ゾラが新兵器を完成させると、自らの下にやって来たナチスの査察官達を射殺し、ヒドラによる世界制服へと乗り出す。
兵器工場では、捕虜たちを救出するために侵入したスティーブと初めて対決し、マスクを剥がして現在の素顔を見せるが、捕虜達によって部下たちが倒されたのを見て逃亡する。
その後ヨーロッパ各地の部下が、スティーブたち“ハウリング・コマンドーズ”に連敗し、加えてゾラまで拿捕されてしまうが、それでも“ワルキューレ”を完成させ、アメリカの各主要都市への一斉爆撃作戦を開始する。そこへ単身で本部基地に現れて拘束されたスティーブと再び対峙し、痛めつけてとどめを刺そうとするも、その隙を突かれてSSRの総攻撃を許してしまった。
ワルキューレで離陸するも、スティーブの追撃を受けて撃ち墜とそうとするが失敗し、一進一退の格闘戦に突入。だがその最中に、スティーブの盾の衝撃を受けたテッセラクトを掴み取るが、テッセラクトの暴走で発生したエネルギーに呑みこまれ、地球外に転送される。
『アベンジャーズ/インフィニティ・ウォー』
本作では、ヴォーミアに転送されてソウル・ストーンのストーンキーパーとなっていたことが明らかになり、ストーンを欲するサノスと同伴していたガモーラを迎え、インフィニティ・ストーンの力を求めていた自身の過去や、ストーンの性質と入手方法について語った。また、前述の特殊能力によって初対面である来訪者のサノスやガモーラについて当人以上に詳しく知っている様子を見せる。
『アベンジャーズ/エンドゲーム』
地球暦2014年のヴォーミアで、ソウル・ストーンを求めて来訪したナターシャ・ロマノフ/ブラック・ ウィドウとクリント・バートン/ホークアイを迎え、サノスの時と同様、両者にストーンの性質と入手方法を伝える。
『ホワット・イフ...?』シーズン1第1話
本作ではアース82111のシュミット/レッドスカルがヴィランの一人として登場。ペギー・カーター/キャプテン・カーターと直接対決する場面は無かったものの、物語の序盤から中盤までは自身の本来の頭部を再現したマスクを被り、テッセラクト強奪や査察官の射殺など、正史のシュミットと酷似した行動をとった。
スティーブと彼のアーマーである“ヒドラ・ストンパー”を捕獲することでテッセラクトを奪還すると、その力を制御する装置に組み込み、ヒドラの英雄の召喚に成功。“クラーケン城”に乗り込んで来たペギーたちに勝ち誇るも、それも間も無くヒドラの英雄の触手に捕まり握り潰される最期を遂げる。